# Pilastra

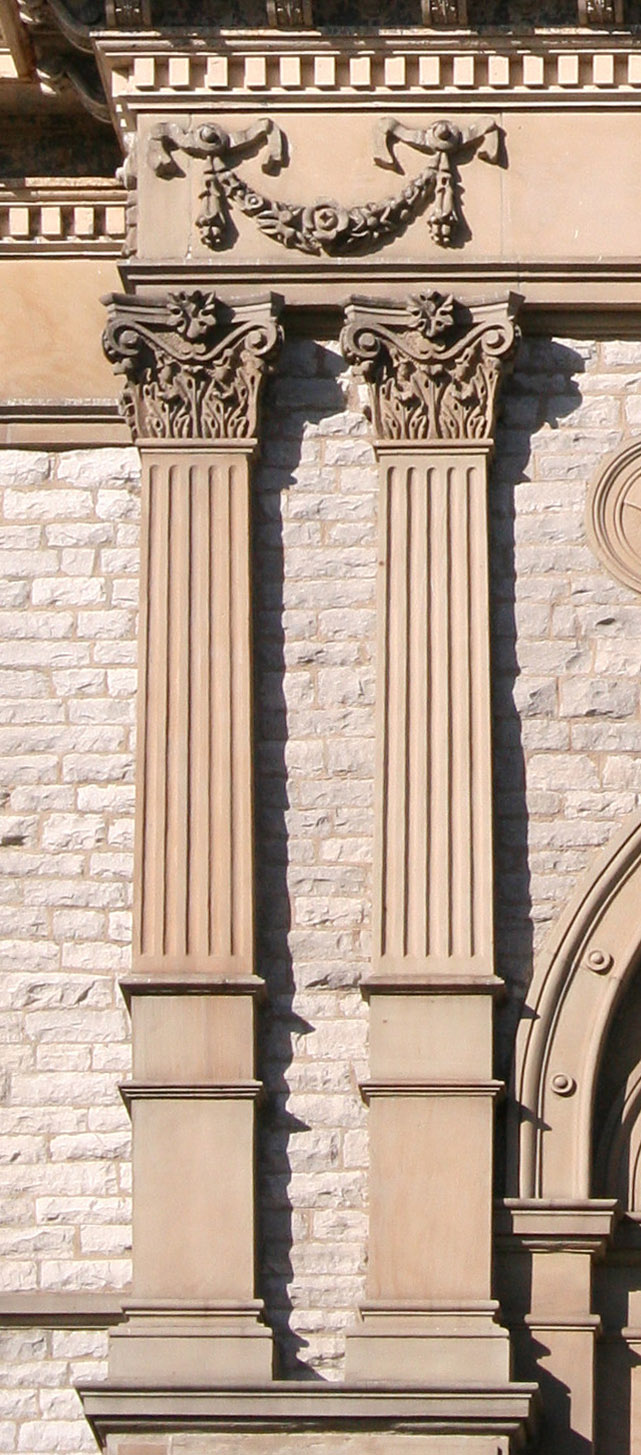
Pilastras em uma parede.

A pilastra é um pilar fundido numa parede (o termo também pode ser utilizado, contudo, para elementos isolados da parede). Apresenta as mesmas divisões de uma coluna, por vezes canelada e ornada. Sua função pode ser de dar estrutura às paredes, sustentar entablamentos, cornijas de portais etc. Pode ter uma forma aproximadamente prismática, com quatro faces.